# 1995年の音楽
1995年の音楽（1995ねんのおんがく）では、1995年（平成7年）の音楽分野に関する出来事について記述する。（各国語版は売り上げ金額の表示なし。日本語版でも掲載しない。）
1994年の音楽-1995年の音楽-1996年の音楽

## 概要・できごと
- ビートルズの「フリー・アズ・ア・バード」がヒットした[1]。
- 洋楽シーンで、UB40 の「キングストン・タウン」、スノウの「セクシー・ガール」などがヒットした。
- 日本の年間チャートでは、上位28作がミリオンヒットになった。
- 日本でのCDプレーヤーの普及率 55.9% (内閣府「消費動向調査」)[2]。

## 詳細
trfが1月から3月にかけて3か月連続リリースしたシングルが3作連続1位&ミリオンセラーとなった。ちなみに、この後の2曲も含めると5作連続のミリオンセラー。岡本真夜のデビューシングル「TOMORROW」は、1995年にデビューした女性シンガーの中で最大のヒットを記録した。DREAMS COME TRUEが、シングル、アルバムともに年間ランキング1位を獲得。(「LOVE LOVE LOVE」、「DELICIOUS」)
- 2月 - ソウル・フラワー・モノノケ・サミットの阪神大震災被災地慰問ライヴ開始。
- 3月 - CHARAと浅野忠信が結婚（2009年離婚）。
- 6月3日 - Mr.Childrenのドキュメンタリー映画「【es】 Mr.Children in FILM」が全国東宝系で公開。
- 6月中 - THE BLUE HEARTSが解散。
- 9月 - 光GENJI SUPER5が名古屋市総合体育館・レインボーホール（現・日本ガイシホール）でのライブを最後に“卒業”（解散）。
- 12月31日 - 第46回NHK紅白歌合戦
  - 紅組トリ - 和田アキ子[注 1]
  - 白組トリ（大トリ） - 細川たかし
  - 初出場 - 安室奈美恵、EAST END×YURI、石嶺聡子、H Jungle with t、岡本真夜、小沢健二、加門亮、酒井法子、シャ乱Q、田村直美、三船和子

## 洋楽シングル
- エイス・オブ・ベイス – 「ラッキー・ラブ」
- ビョーク – 「アーミー・オブ・ミー」
- ビョーク – It's Oh So Quiet
- ブラー - 「カントリー・ハウス」
- ブライアン・アダムス – 「ハヴ・ユー・エヴァー・リアリー・ラヴド・ア・ウーマン」
- ブラウンストーン　–　「イフ・ユー・ラブ・ミー」
- ビートルズ – フリー・アズ・ア・バード
- Better Than Ezra – Good
- Brainpool – Bandstarter
- カーディガンズ - 「カーニヴァル」
- クーリオ - 「ギャングスタズ・パラダイス」[注 2]
- Nick Cave & The Bad Seeds ＆　Kylie Minogue – Where the Wild Roses Grow
- Edwyn Collins – A Girl Like You
- Connells – '74 - '75
- クランベリーズ – Ode to My Family
- アディーナ・ハワード　–　「フリーク・ライク・ミー」
- アニー・レノックス - 「ノー・モア “アイ・ラヴ・ユーズ”」
- モーケンステッフ – 「ヒーズ・マイン」
- アラニス・モリセット - 「ユー・オウタ・ノウ
- オアシス - 「ホワットエヴァー」「ワンダーウォール」
- グルーブ・セオリー - 「テル・ミー」
- K-Ciヘイリー – 「イフ・ユー・シンク・ユア・ロンリー・ナウ」
- スノウ – 「セクシー・ガール」
- テイク・ザット - 「バック・フォー・グッド」「ネヴァー・フォーゲット」
- TLC - 「ディギン・オン・ユー」「ウォーターフォールズ」
- ノトーリアスBIG - 「ビッグ・ボッパ」
- ビョーク – 「アーミー・オブ・ミー」
- マイケル・ジャクソン - 「ユー・アー・ナット・アローン」
- UB40 – 「キングストン・タウン」(USA/1995、UK/1990)

## 洋楽アルバム
- ブラウンストーン　–　『フロム・ザ・ボトム・アップ』[3][4][5][6]
- ビョーク - 『ポスト』
- ビートルズ – Anthology 1
- ベン・フォールズ・ファイヴ – Ben Folds Five
- ブラー – ザ・グレイト・エスケイプ
- ベター・ザン・エズラ – Deluxe
- ブラインド・ガーディアン – Imaginations from the Other Side
- ブラインド・メロン – スープ
- ブリンク182 – Dude Ranch
- デヴィッド・ボウイ – 1.Outside
- カーディガンズ – ライフ
- クリストファー・クロス – ウィンドウ
- エミルー・ハリス – Wrecking Ball
- PJハーヴェイ – To Bring You My Love
- ホール – Ask For It
- アイアン・メイデン – The X Factor
- ジャネット・ジャクソン – Design of a Decade 1986–1996
- マイケル・ジャクソン - 『ヒストリー パスト、プレズント・アンド・フューチャー ブック1』
- KMFDM – Nihil
- ダイアナ・クラール – Only Trust Your Heart
- オアシス - 『モーニング・グローリー』
- クイーン - 『メイド・イン・ヘヴン』
- メアリー・ルー・ロード - 『メアリー・ルー・ロード』
- スマッシング・パンプキンズ – Mellon Collie and the Infinite Sadness
- スノウ – 『マーダー・ラブ』
- Snowstorm – Best of Snowstorm
- Sonic Dream Collective – Gravity
- Spock's Beard– The Light
- Bruce Springsteen – The Ghost of Tom Joad
- Bruce Springsteen – Greatest Hits
- テイク・ザット – Nobody Else
- Therapy? – Infernal Love
- Toto – Tambu
- トリッキー – Maxinquaye
- Anders Widmark – Freewheelin

## ジャズ
- ブッチ・モリス – 「テスタメント」

## クラシック/現代音楽
- エリオット・カーター – 「ストリング・カルテット・ナンバー5」

## 総合シングル年間TOP50 (日本)
※集計期間 1994年12月5日付 - 1995年11月27日付（オリコン集計?）
- 1位 DREAMS COME TRUE：「LOVE LOVE LOVE／嵐が来る」
- 2位 H Jungle With t：「WOW WAR TONIGHT 〜時には起こせよムーヴメント」
- 3位 福山雅治：「HELLO」
- 4位 Mr.Children：「Tomorrow never knows」
- 5位 Mr.Children：「シーソーゲーム 〜勇敢な恋の歌〜」
- 6位 MY LITTLE LOVER：「Hello, Again 〜昔からある場所〜」
- 7位 桑田佳祐&Mr.Children：「奇跡の地球」
- 8位 岡本真夜：「TOMORROW」
- 9位 スピッツ：「ロビンソン」
- 10位 B'z：「LOVE PHANTOM」
- 11位 trf：「CRAZY GONNA CRAZY」
- 12位 Mr.Children：「【es】 〜Theme of es〜」
- 13位 B'z：「ねがい」
- 14位 B'z：「love me, I love you」
- 15位 trf：「masquerade」
- 16位 L⇔R：「KNOCKIN' ON YOUR DOOR」
- 17位 大黒摩季：「ら・ら・ら」
- 18位 B'z：「MOTEL」
- 19位 シャ乱Q：「ズルい女」
- 20位 H Jungle with t：「GOING GOING HOME」
- 21位 Mr.Children：「everybody goes -秩序のない現代にドロップキック-」
- 22位 FIELD OF VIEW：「突然」
- 23位 EAST END×YURI：「MAICCA〜まいっか」
- 24位 シャ乱Q ：「シングルベッド」
- 25位 サザンオールスターズ：「あなただけを 〜Summer Heartbreak〜」
- 26位 DREAMS COME TRUE：「サンキュ.」
- 27位 trf：「Overnight Sensation 〜時代はあなたに委ねてる〜」
- 28位 中島みゆき：「旅人のうた」
- 29位 酒井法子：「碧いうさぎ」
- 30位 スピッツ：「涙がキラリ☆」
- 31位 田村直美：「ゆずれない願い」
- 32位 MY LITTLE LOVER：「Man & Woman／My Printing」
- 33位 EAST END×YURI (from T.P.D.)：「DA.YO.NE」
- 34位 布袋寅泰：「POISON」
- 35位 FIELD OF VIEW：「君がいたから」
- 36位 globe：「Feel Like dance」
- 37位 福山雅治：「Message／今このひとときが遠い夢のように」
- 38位 大黒摩季：「いちばん近くにいてね」
- 39位 マライア・キャリー：「恋人たちのクリスマス」
- 40位 ASKA：「晴天を誉めるなら夕暮れを待て」
- 41位 CHAGE&ASKA：「めぐり逢い」
- 42位 小沢健二：「カローラIIにのって」
- 43位 シャ乱Q：「空を見なよ」
- 44位 ZARD：「あなたを感じていたい」
- 45位 安室奈美恵 with SUPER MONKEY'S：「TRY ME 〜私を信じて〜」
- 46位 FUNK THE PEANUTS：「恋の罠しかけましょ」
- 47位 globe：「Joy to the love (globe)」
- 48位 ZARD：「愛が見えない」
- 49位 松任谷由実：「春よ、来い」
- 50位 JUDY AND MARY：「Over Drive」

## 総合アルバム年間TOP50 (日本)
※集計期間 1994年12月5日付 - 1995年11月27日付（オリコン集計?）
- 1位 DREAMS COME TRUE：『DELICIOUS』
- 2位 trf：『dAnce to positive』
- 3位 松任谷由実：『THE DANCING SUN』
- 4位 ZARD：『forever you』
- 5位 大黒摩季：『LA.LA.LA』
- 6位 Mr.Children：『Atomic Heart』
- 7位 マライア・キャリー：『デイドリーム』
- 8位 米米CLUB：『DECADE』
- 9位 氷室京介：『SINGLES』
- 10位 森高千里：『DO THE BEST』
- 11位 福山雅治：『M-COLLECTION 風をさがしてる』
- 12位 スピッツ：『ハチミツ』
- 13位 マライア・キャリー：『メリー・クリスマス』
- 14位 奥田民生：『29』
- 15位 スキャットマン・ジョン：『スキャットマンズ ワールド』
- 16位 WANDS：『PIECE OF MY SOUL』
- 17位 渡辺美里：『She loves you』
- 18位 trf：『hyper mix 4』
- 19位 布袋寅泰：『GUITARHYTHM FOREVER Vol.1』
- 20位 Various Artists：『MAX』
- 21位 安室奈美恵：『DANCE TRACKS VOL.1』
- 22位 ダイアナ・キング：『タファー・ザン・ラヴ』
- 23位 今井美樹：『Love Of My Life』
- 24位 大黒摩季：『永遠の夢に向かって』
- 25位 ボン・ジョヴィ：『ジーズ・デイズ』
- 26位 CHAGE&ASKA：『Code Name.1 Brother Sun』
- 27位 鈴木雅之：『MARTINI II』
- 28位 長渕剛：『いつかの少年』
- 29位 サザンオールスターズ：『HAPPY!』
- 30位 SMAP：『Cool』
- 31位 ボン・ジョヴィ：『クロス・ロード』
- 32位 Various Artists：『NOW 2』
- 33位 竹内まりや：『Impressions』
- 34位 TUBE：『Melodies & Memories』
- 35位 ASKA：『NEVER END』
- 36位 久保田利伸：『BUMPIN' VOYAGE』
- 37位 Mr.Children：『Kind of Love』
- 38位 中山美穂：『COLLECTION III』
- 39位 布袋寅泰：『GUITARHYTHM FOREVER Vol.2』
- 40位 マイケル・ジャクソン：『ヒストリー パスト、プレズント・アンド・フューチャー ブック1』
- 41位 Various Artists：『NOW EX』
- 42位 TUBE：『ゆずれない夏』
- 43位 FIELD OF VIEW：『FIELD OF VIEW I』
- 44位 SMAP：『SMAP 007 〜Gold Singer〜』
- 45位 篠原涼子：『Lady Generation 〜淑女の世代〜』
- 46位 JUDY AND MARY：『ORANGE SUNSHINE』
- 47位 シャンプー：『ウィー・アー・シャンプー』
- 48位 山下達郎：『TREASURES』
- 49位 中西圭三：『SINGLES』
- 50位 Various Artists：『avex dance Matrix '95 TK DANCE CAMP』

## ビデオソフト (オリコンより)
調査期間：1994年12月5日〜1995年11月27日
- 1位 KinKi Kids『KinKi Kids with 35万人ファン世紀のLIVE』
- 2位 布袋寅泰『SERIOUS!CLIMAX』
- 3位 米米CLUB『10th ANNIVERSARY LIVE VIDEO SHARISHARISM IOTA』
- 4位 trf『trf TOUR '94 BILLIONAIRE 〜BOY MEETS GIRL〜』
- 5位 SMAP『SEXY SIX SHOW』
- 6位 heath『heath』
- 7位 H Jungle With t『H Jungle With t were born in 3.15,1995』
- 8位 LUNA SEA『ECLIPS I』
- 9位 access『LIVE REFLECXIONS II』
- 10位 松任谷由実『INTO THE DANCING SUN』
- 11位 長渕剛『LIVE "Captain of the Ship"』
- 12位 シャ乱Q『天狗になるにはまだ早い!Vol.2 〜実はVol.1もあるのだ!〜』
- 13位 access『LOOKING 4 REFLEXIONS IV SEQUENCE MEDITATION』
- 14位 スピッツ『ソラトビデオ』
- 15位 奥田民生『tamio okuda TOUR "29-30"』
- 16位 米米CLUB『10th ANNIVERSARY LIVE VIDEO SHARISHARISM THETA』
- 17位 X『X CLIPS』
- 18位 光GENJI『P/S I LOVE YOU』
- 19位 trf『ULTIMATE FILMS 1994-1995』
- 20位 TOKIO『TOKIO in YAMATO2520 〜YAMATO2520テーマソングス〜』
- 21位 松田聖子『Video Bible 〜Best Hits Video History〜』
- 22位 桑田佳祐『すべての歌に懺悔しな!! -桑田佳祐 LIVE TOUR '94-』
- 23位 hide『FILM THE PSYCHOMMUNITY REEL.2』
- 24位 THE YELLOW MONKEY『Cherry Blossom Revolution -Live at BUDOKAN-』
- 25位 L'Arc〜en〜Ciel『and She Said』
- 26位 マイケル・ジャクソン『ビデオ・グレイテスト・ヒッツ〜ヒストリー』
- 27位 小沢健二『VILLAGE "the video"』
- 28位 藤井フミヤ『FUMIYA FUJII CONCERT TOUR "FFF" budokan』
- 29位 JUDY AND MARY『HYPER 90'S JAM TV』
- 30位 森高千里『気分爽快』
- 31位 浅倉大介『INTERFACE OF ELECTROMANCER』
- 32位 徳永英明『The End of A』
- 33位 奥田民生『tamio okuda TOURDUST "0-30"』
- 34位 矢沢永吉『The name is YAZAWA』
- 35位 谷村有美『FEEL MIE SPECIAL 1993 愛する人へ 〜A MON COEUR〜』
- 36位 尾崎豊『告白 (Confession)』
- 37位 TUBE『TUBE LIVE AROUND SPECIAL '94 F・S・F』
- 38位 渡辺美里『She loves you born9 10th anniversary video collection 1985-1995』
- 39位 諸星和己『あの日のこと KAZUMI MOROHOSHI in Land of Glory』
- 40位 中島みゆき『夜会VOL.6 シャングリラ』
- 41位 SOFT BALLET『HEAD/SKIN』
- 42位 THE BOOM『Beat』
- 43位 スターダスト・レビュー『STARTIC '94』
- 44位 武田真治『S Films』
- 45位 黒夢『tour feminism PART I』
- 46位 H Jungle with t『GOING GOING HOME』
- 47位 GLAY『VIDEO GLAY』
- 48位 TUBE『世界の果てまで夏だった '95 IN 南太平洋』
- 49位 EBI『Dio Mio』
- 50位 佐野元春WITH THE HEARTLAND『They called the band 'THE HEARTLAND'』

「Category:1995年のライブ・ビデオ」を参照

## カラオケ・ランキング  (オリコンより)
調査期間：1994年12月26日〜1995年11月27日
- 1位 シャ乱Q『シングル・ベッド』
- 2位 Mr.Children『Tomorrow never knows』
- 3位 シャ乱Q『ズルい女』
- 4位 スピッツ『ロビンソン』
- 5位 DREAMS COME TRUE『サンキュ.』
- 6位 岡本真夜『TOMORROW』
- 7位 福山雅治『HELLO』
- 8位 H Jungle with t『WOW WAR TONIGHT〜時には起こせよムーヴメント』
- 9位 篠原涼子 with t.komuro『恋しさと せつなさと 心強さと』
- 10位 酒井法子『碧いうさぎ』
- 11位 布袋寅泰『Poison』
- 12位 trf『CRAZY GONNA CRAZY』
- 13位 大黒摩季『ら・ら・ら』
- 14位 DREAMS COME TRUE『LOVE LOVE LOVE』
- 15位 安室奈美恵 with SUPER MONKEY'S『TRY ME 〜私を信じて〜』
- 16位 桑田佳祐&Mr.Children『奇跡の地球』
- 17位 工藤静香『Ice Rain』
- 18位 松田聖子『輝いた季節へ旅立とう』
- 19位 Mr.Children『シーソーゲーム 〜勇敢な恋の歌〜』
- 20位 奥田民生『愛のために』
- 21位 trf『masquerade』
- 22位 MY LITTLE LOVER『Man&Woman』
- 23位 Mr.Children『innocent world』
- 24位 藤谷美和子・大内義昭『愛が生まれた日』
- 25位 MY LITTLE LOVER『Hello, Again 〜昔からある場所〜』
- 26位 Mr.Children『everybody goes -秩序のない現代にドロップキック-』
- 27位 L⇔R『KNOCKIN' ON YOUR DOOR』
- 28位 trf『Overnight Sensation 〜時代はあなたに委ねてる〜』
- 29位 安室奈美恵『太陽のSEASON』
- 30位 Mr.Children『【es】 〜Theme of es〜』
- 31位 H Jungle With t『GOING GOING HOME』
- 32位 大黒摩季『いちばん近くにいてね』
- 33位 シャ乱Q『空を見なよ』
- 34位 篠原涼子 with t.komuro『もっと もっと…』
- 35位 小泉今日子『月ひとしずく』
- 36位 松任谷由実『春よ、来い』
- 37位 JUDY AND MARY『Over Drive』
- 38位 スピッツ『涙がキラリ☆』
- 39位 森高千里『二人は恋人』
- 40位 trf『Boy Meets Girl』
- 41位 EAST END×YURI(from T.P.D)『DA.YO.NE』
- 42位 SMAP『がんばりましょう』
- 43位 小沢健二『カローラIIにのって』
- 44位 TOKIO『LOVE YOU ONLY』
- 45位 篠原涼子『Lady Generation』
- 46位 中山美穂『HERO』
- 47位 藤谷美和子『スペアキー』
- 48位 globe『Feel Like dance』
- 49位 FUNK THE PEANUTS『恋の罠しかけましょ』
- 50位 サザンオールスターズ『マンピーのG★スポット』

## 音楽配信 (日本)

### 音楽配信ゴールド認定シングル
| 作品名                                                    | 認定月     |
| ミリオン                                                  | ミリオン   |
| --------------------------------------------------------- | ---------- |
| 高橋洋子「残酷な天使のテーゼ」                            | 2014年1月  |
| ダブル・プラチナ                                          |            |
| スピッツ「ロビンソン」                                    | 2015年6月  |
| プラチナ                                                  |            |
| B'z「LOVE PHANTOM」                                       | 2014年3月  |
| 広瀬香美「ゲレンデがとけるほど恋したい」                  | 2018年5月  |
| JUDY AND MARY「Over Drive」                               | 2019年7月  |
| 酒井法子「碧いうさぎ」                                    | 2021年2月  |
| ゴールド                                                  |            |
| セリーヌ・ディオン「トゥー・ラヴ・ユー・モア」            | 2010年7月  |
| 相川七瀬「夢見る少女じゃいられない」                      | 2014年1月  |
| CLAIRE「FLY ME TO THE MOON」                              | 2014年1月  |
| THE BOOM「風になりたい」                                  | 2014年1月  |
| 高橋洋子「残酷な天使のテーゼ （Directors Edit Version）」 | 2014年5月  |
| MY LITTLE LOVER「Hello, Again 〜昔からある場所〜」        | 2014年7月  |
| DREAMS COME TRUE「LOVE LOVE LOVE／嵐が来る」              | 2014年10月 |
| カズン「冬のファンタジー」                                | 2016年1月  |
| シャ乱Q「ズルい女」                                       | 2016年12月 |
| 真心ブラザーズ「サマーヌード」                            | 2018年8月  |

### ストリーミング認定シングル
| 作品名                                         | 認定月    |
| ゴールド                                       | ゴールド  |
| ---------------------------------------------- | --------- |
| Mr.Children「シーソーゲーム 〜勇敢な恋の歌〜」 | 2023年1月 |
| スピッツ「ロビンソン」                         | 2023年4月 |
| 高橋洋子「残酷な天使のテーゼ」                 | 2023年5月 |

## イベント
| 開催日              | タイトル                                            |
| ------------------- | --------------------------------------------------- |
| 5月4日・5日         | 春一番'95                                           |
| 7月23日             | MEET THE WORLD BEAT'95                              |
| 8月13日             | Exciting Summer in WAJIKI 1995                      |
| 8月19日             | 横浜レゲエ祭 1995（初回）                           |
| 8月25日・26日・27日 | ローランズ 1995                                     |
| 8月27日             | Sunset Live '95                                     |
| 9月10日             | 定禅寺ストリートジャズフェスティバル 1995           |
| 9月16日・17日       | 第13回 PEACEFUL LOVE ROCK FESTIVAL 1995             |
| 11月23日            | MTVヨーロッパ・ミュージック・アワード 1995          |
| 12月1日             | Act Against AIDS 1995                               |
| 12月29日            | ミュージックステーションスペシャル スーパーライブ95 |
| 12月31日            | 第46回NHK紅白歌合戦                                 |

### 日本武道館公演
- 1月1日 - SMAP
- 1月2日・3日・4日 - プリンセス プリンセス
- 1月7日・8日 - Mr.Children
- 1月9日・11日・12日・23日・24日 - ビリー・ジョエル
- 1月14日 - 甲斐よしひろ
- 1月30日・31日 - キッス
- 2月1日・2日 - R.E.M.
- 2月3日・4日・5日 - HOUND DOG
- 2月12日・14日・15日・16日 - エルトン・ジョン
- 2月20日 - パール・ジャム
- 2月21日・22日 - スティーヴィー・ワンダー
- 3月7日 - MARCH OF THE MUSIC
- 3月11日・12日 - THE BOOM
- 3月30日 - KinKi Kids
- 3月31日 - SMAP
- 4月11日 - THE YELLOW MONKEY
- 4月21日・22日・25日 - アース・ウィンド・アンド・ファイアー
- 4月27日・28日、5月22日・23日 - 小田和正
- 5月13日 - 小沢健二
- 5月16日・17日 - BUCK-TICK
- 6月16日 - スティング
- 6月19日・21日・22日 - TUBE
- 6月30日 - 宇都宮隆
- 7月1日 - 谷村新司
- 7月5日・6日・7日・8日・9日 - 松田聖子
- 8月30日・31日 - スターダスト☆レビュー
- 9月12日・13日 - ザ・ストーン・ローゼズ
- 9月28日・29日 - 杏里
- 10月11日・12日・13日 - エリック・クラプトン
- 10月30日・31日 - 今井美樹
- 11月1日・2日 - ヴァン・ヘイレン
- 11月8日 - ブラー
- 11月20日・21日・23日・24日・25日 - 矢沢永吉
- 12月1日 - 奥田民生
- 12月2日・3日 - シンディ・ローパー
- 12月4日 - ダリル・ホール&ジョン・オーツ
- 12月7日・8日 - 藤井フミヤ
- 12月15日 - シカゴ
- 12月17日・18日 - 黒夢
- 12月22日・23日・24日 - THE ALFEE
- 12月25日 - Screaming Revue
- 12月26日 - BLANKEY JET CITY
- 12月27日 - L'Arc〜en〜Ciel
- 12月28日・29日 - THE YELLOW MONKEY
- 12月30日・31日 - 藤井フミヤ

### 東京ドーム公演
| 日時                                     | アーティスト           |
| ---------------------------------------- | ---------------------- |
| 3月6日・8日・9日・12日・14日・16日・17日 | ローリング・ストーンズ |
| 5月19日                                  | ボン・ジョヴィ         |
| 12月14日・15日                           | イーグルス             |
| 12月16日                                 | trf                    |
| 12月23日                                 | LUNA SEA               |
| 12月26日                                 | 長渕剛                 |
| 12月30日・31日                           | X JAPAN                |

### 横浜アリーナ公演
- 1月7日・8日・9日 - 松任谷由実
- 1月21日 - ビリー・ジョエル
- 1月28日 - 渡辺美里
- 2月18日・19日・20日 - Mr.Children
- 2月24日・25日・26日 - スティーヴィー・ワンダー
- 4月14日・15日 - 中島みゆき
- 5月3日・4日 - SMAP
- 5月5日 - KinKi Kids
- 5月11日 - フィル・コリンズ
- 5月26日・28日 - レベッカ
- 6月17日・19日 - スティング
- 8月4日・5日 - 吉川晃司
- 8月16日 - KinKi Kids
- 8月17日・18日・19日 - SMAP
- 8月23日・24日・26日・27日 - CHAGE and ASKA
- 8月30日・31日 - 光GENJI SUPER 5
- 9月14日・15日 - 吉川晃司
- 10月6日・7日・9日・10日 - 米米CLUB
- 11月1日・2日 - 福山雅治
- 11月5日・6日・8日・9日 - 米米CLUB
- 11月11日・12日・20日・21日 - イーグルス
- 12月13日・14日・16日・17日 - CHAGE and ASKA
- 12月21日・22日 - 布袋寅泰
- 12月23日 - スターダスト☆レビュー

## 音楽賞
| 賞                            | 受賞作・受賞者 |
| ----------------------------- | --- |
| 第37回日本レコード大賞        | - 日本レコード大賞 - trf：『Overnight Sensation 〜時代はあなたに委ねてる〜』 - アルバム大賞 - 新井英一：『清河の道〜48番』 - 最優秀歌唱賞 - 山本譲二：『夢街道』 - 最優秀新人賞 - 美山純子：『桃と林檎の物語』 - 優秀作品賞 - 辛島美登里：『愛すること』 - 酒井法子：『碧いうさぎ』 - SMAP：『KANSHAして』 - Mr.Children：『シーソーゲーム〜勇敢な恋の歌〜』 - 長山洋子：『捨てられて』 - シャ乱Q：『ズルい女』 - 天童よしみ：『旅まくら』 - 安室奈美恵 with SUPER MONKEY'S：『TRY ME〜私を信じて〜』 - スピッツ：『ロビンソン』 |
| 第33回ゴールデン・アロー賞    | - 音楽賞 - 安室奈美恵 with SUPER MONKEY'S - 新人賞（音楽） - 上杉香緒里、岡本真夜 |
| 第28回下谷賞                  | - 下谷賞 - 菊田久也「音楽ホールへのファンファーレ」 - 佳作 - 吉田俊亮「ブラスのためのファンファーレ」 - 佳作 - 高橋省司「Declaration Flourish (宣言のファンファーレ)」 |
| 第28回全日本有線放送大賞      | - グランプリ - シャ乱Q |
| 第28回日本有線大賞            | - 日本有線大賞 - 長山洋子『捨てられて』 - 最多リクエスト歌手賞 - シャ乱Q『ズルい女』 - 最多リクエスト曲賞 - 長山洋子『捨てられて』 - 最優秀新人賞 - 華原朋美『I BELIEVE』 |
| 第28回日本作詩大賞            | - 大賞 - 美山純子「桃と林檎の物語」 |
| 第28回日本有線大賞            | - 大賞 - 長山洋子「捨てられて」 |
| 第27回サントリー音楽賞        | - 今井信子 |
| 第25回モービル音楽賞          | - 邦楽部門 - 藤井久仁江 - 洋楽部門（本賞） - 今井信子 - 洋楽部門（奨励賞） - 千住真理子 |
| 第20回南里文雄賞              | - 猪俣猛 |
| 第19回長崎歌謡祭              | - グランプリ - 島紘子 - 音楽プロデューサー特別賞 - 牧野恵巳、福田作三 |
| 第16回入野賞                  | - Victor KISSIN『Passe la Nuit』 - 鈴木治行『"A Double Tour " for Piano & Violin』 |
| 第14回JASRAC賞                | - 金賞 - H Jungle with t「WOW WAR TONIGHT 〜時には起こせよムーヴメント」 - 銀賞 - trf「CRAZY GONNA CRAZY」 - 銅賞 - trf「Overnight Sensation 〜時代はあなたに委ねてる〜」 - 国際賞 - ジャングルブック・少年モーグリ BGM - 外国作品賞 - WHEN YOU WISH UPON A STAR（星に願いを）（3回目） |
| 第14回中島健蔵音楽賞          | - 木村まり - 三浦尚之 |
| 第13回咲くやこの花賞 音楽部門 | - 筍会 |
| 第12回現音作曲新人賞          | - 浅野宏之 |
| 第9回日本ゴールドディスク大賞 | （対象期間 1994年2月1日 - 1995年1月31日） - 邦楽 - trf - 洋楽 - マライア・キャリー |
| 第9回TEENS' MUSIC FESTIVAL    | - ティーンズ大賞・文部大臣奨励賞 - AIKO - オーディエンス大賞 - SHACHI - あんたが大賞・大爆賞 - LURE |
| 第6回朝日作曲賞 (合唱)        | - 入賞 - 信長貴富「春愁三首」 - 入賞 - 藤井喬梓「風が吹き風が吹き」 - 佳作 - 久行敏彦「やさしく春は」 |
| 第6回朝日作曲賞 (吹奏楽)      | - 露木正登「交響的譚詩 〜吹奏楽のための」 |
| 第6回出光音楽賞               | - 白井光子、権代敦彦、曽根麻矢子、二村英仁 |
| 第6回日本製鉄音楽賞           | - フレッシュアーティスト賞 - 菅英三子 - 特別賞 - 三浦尚之 |
| 第6回BSヤングバトル           | - グランプリ - THE COCKROACH BROTHERS - 審査員特別賞 - high fat foods |
| 第5回芥川作曲賞               | - 伊左治直『畸形の天女／七夕』 |
| 第5回秋吉台国際作曲賞         | - 秋吉台国際作曲賞 - 柏木葉二 - 山口県知事賞 - 原田敬子 |
| 第5回NHK新人歌謡コンテスト    | - グランプリ - 石嶺聡子 |
| 第3回渡邉暁雄音楽基金         | - 音楽賞 - 該当者なし |
| 第2回JFNリスナーズアウォード  | - MY LITTLE LOVER |

## デビュー

### 1月
- 11日 - 日置明子「Winter comes around」
- 18日 - 川村結花「あなたを失うことより」
- 21日 - グレートチキンパワーズ「MIX JUICE」
- 21日 - CALL「僕に必要なもの」
- 21日 - oh! penelope「Oh! penelope」
- 21日 - 脱線3「サタデーアップタウン」
- 25日 - 赤城恭壱「Naked Blue」
- 25日 - カヒミ・カリィ「MY FIRST KARIE」
- 25日 - First Impression「love-affection」
- 25日 - 柳原幼一郎「みんなおぼえてる/ブルー・アイズ」（ソロデビュー）

### 2月
- 1日 - sheen「積木の汽車」
- 8日 - 平成口ゲンカ王「50・50」
- 8日 - UNITED「N.O.I.Q.」
- 17日 - 栗原玲子「Grape」
- 17日 - Little Bach「眠れぬ美女」
- 21日 - 堂島孝平「俺はどこへ行く」
- 21日 - PAMELAH「LOOKING FOR THE TRUTH」
- 22日 - 阿久津健太郎「夢をこの手に〜Dream Again〜」
- 22日 - WEST END×YUKI(from O.P.D.)「SO.YA.NA」
- 22日 - 大槻ケンヂ「オンリー・ユー」（ソロデビュー）
- 22日 - 東京ドンバーズ(モト冬樹&エド山口)「悪魔が憎い」

### 3月
- 1日 - ECD「DO THE BOOGIE BACK」
- 1日 - 松倉佐織「チャーミング」
- 8日 - 小林恵「ZAP!ZAP!ZAP!」
- 10日 - SLAP STICKS「君のかけら」
- 15日 - H Jungle with t「WOW WAR TONIGHT 〜時には起こせよムーヴメント」（有名曲）
- 17日 - 岩男潤子「シャッターチャンスの連続」
- 21日 - Vane For Road「Dream Forever」
- 22日 - FATMAN BROTHERS「あの素晴しい愛をもう一度」
- 24日 - カズン「愛なんて信じない」
- 24日 - 菅野美穂「恋をしよう!」（ソロデビュー）
- 24日 - 地井武男「まだまだ」
- 24日 - TOMOVSKY「WALTZ」
- 24日 - 矢吹春佳「WALTZ」
- 25日 - Letit go「勇気は君のEmblem」

### 4月
- 1日 - 速水けんたろう「オーレ!オーレンジャー」（再デビュー）
- 21日 - 赤松英弘「太陽のにおいがする君へ」
- 21日 - 新井英一「清河への道」
- 21日 - yes, mama ok?「コーヒーカップでランデブーって最高よ」（インディーズデビュー）
- 21日 - THE ZIP GUNS「Charm」
- 21日 - OYSTER END×YŪKA (from HIROSHIMA)「HO.JA.NE」
- 21日 - Key of Life「ASAYAKEの中で」
- 21日 - SOUTH END×YUKA (from FUKUOKA)「SO.TA.I」
- 21日 - 武田真治「Blow up」
- 21日 - CHUBU END×SATOMI (from NAGOYA)「DA.GA.NE」
- 21日 - NORTH EAST×MAI (from SENDAI)「DA.CHA.NE」
- 21日 - NORTH END×AYUMI (from SAPPORO)「DA.BE.SA」
- 21日 - HIM「BECAUSE OF LOVE」
- 21日 - 槙健一「夢の吹く丘」
- 21日 - Misty Eyes「Hello Dreams」
- 21日 - MINK「ぜったいきっと好き」（再デビュー）
- 21日 - 村田彰子「気がつけば満月」
- 26日 - 安室奈美恵「太陽のSEASON」（ソロデビュー）
- 26日 - 黒田有紀「風 吹いてる」
- 26日 - D/FORCE「Love,The Light」
- 26日 - media youth「Missing」
- 26日 - MODE「WILD SIDE」
- 29日 - TWO-MIX「JUST COMMUNICATION」

### 5月
- 1日 - MY LITTLE LOVER「Man & Woman/My Painting」
- 10日 - 岡本真夜「TOMORROW」
- 10日 - MAX「恋するヴェルファーレダンス 〜Saturday Night〜」
- 13日 - 平井堅「Precious Junk」
- 15日 - FIELD OF VIEW「君がいたから」（改名&再デビュー）
- 17日 - B-Wish「愛がなくちゃね」
- 19日 - 浅田祐介「TIME」
- 20日 - フラワーカンパニーズ「フラカンのフェイクでいこう」
- 21日 - 佐藤朱美「いとおしい人のために」
- 21日 - BOYO-BOZO（宇都宮隆×石井妥師）「JUMP」
- 21日 - WILD STYLE「とまどいを断ち切って」
- 24日 - 琴音「SOMEDAY」
- 24日 - CHOCOLATE FASHION「1」
- 24日 - FURIL'「夢見る愛天使」
- 24日 - 本田修司「ふたりの場所」
- 25日 - SWITCH「しゃにむにシェイク!シェイク!」
- 25日 - 恋愛信号「逢いたかった」

### 6月
- 1日 - シスターラビッツ「一寸桃金太郎」
- 1日 - tAISUKE「Sunshine」
- 1日 - 森重樹一「夢一夜」（ソロデビュー）
- 21日 - UA「HORIZON」
- 21日 - ORITO「ソウル・ジョイント」
- 21日 - THEATRE BROOK「CALM DOWN」
- 21日 - SHY BLUE「崖っぷちの愛に」
- 21日 - dj honda「dj honda」
- 21日 - 船木誠勝「サイレンサー」
- 21日 - 松雪泰子「ESP」
- 21日 - 雪丸美歩「誰にも譲れない愛がある」
- 24日 - ヒックスヴィル「RIDER」（インディーズデビュー）
- 25日 - 本名陽子「カントリー・ロード」
- 25日 - 嶺川貴子「CHAT CHAT」
- 28日 - 神森徹也「レミレミ」

### 7月
- 1日 - 篠原ともえ+石野卓球「チャイム」
- 1日 - 梶谷美由紀「見つめていたい」
- 1日 - The CHANG「春一番が吹いた日」
- 5日 - GREAT3「Fool&the Gang」
- 19日 - Creamy「Creamy」
- 19日 - 翠玲「恋をするたびに傷つきやすく…」
- 21日 - Eins:Vier「Dear song」
- 21日 - 岩田光央「恋をするなら」
- 21日 - おさかなペンギン(井上喜久子&岩男潤子)「おさかなペンギンCD」
- 21日 - 清原タケシ「涙のラスト・ダンス」
- 21日 - 小島麻由美「結婚相談所」
- 21日 - SPYKE「Vision of life」
- 21日 - SMILE「明日の行方」
- 21日 - 瀬戸朝香「夏色の「永遠」」
- 21日 - 8分のバニラ「ecstasy」
- 21日 - VANILLA「愛をちょうだい」
- 21日 - 平岩英子「私が私である時」「Deep Breath」
- 21日 - Hooper「あの頃の夏に僕らは」
- 21日 - 宮村優子「恋をするなら」
- 21日 - Love Lights Fields「Secret Feeling」
- 24日 - チエ・カジウラ「…だけど ベイビー!!」
- 24日 - FUNK THE PEANUTS「恋の罠しかけましょ」
- 25日 - Sleep My Dear「Ask for Eyes」
- 26日 - WOLF「愛が熱い夜」
- 26日 - 後藤一機「抱きあうほど」

### 8月
- 2日 - 石野卓球「PARKING」（ソロデビュー）
- 2日 - TWO of US「胸いっぱいの夏」
- 2日 - 雛形あきこ「笑顔の予感」
- 2日 - 渡辺直由「Friend」
- 5日 - 杜けあき「愛の行方」
- 8日 - 鈴木蘭々「泣かないぞェ」
- 8日 - ベン・フォールズ・ファイヴ「ベン・フォールズ・ファイヴ」
- 9日 - globe「Feel Like dance」
- 19日 - 奥菜恵「この悲しみを乗り越えて」
- 28日 - BA-JI「とりあえず。」

### 9月
- 1日 - 王様「深紫伝説」
- 1日 - Coney Island Jellyfish「夜の帰り道」
- 1日 - 砂原良徳「CROSSOVER」
- 1日 - 貴水博之「I & I」（再ソロデビュー）
- 1日 - Natural Calamity「アンダルシアの月」
- 5日 - バックストリート・ボーイズ「We've Got It Goin' On」
- 6日 - CRAZE「NAKED BLUE」
- 8日 - 華原朋美「keep yourself alive」（ソロデビュー）（有名曲）
- 21日 - 有川周一「有川君の絶叫」
- 21日 - 中村隆道「遠景」
- 21日 - ニューヴォーグ「SENSUAL WORLD」
- 21日 - No! Galers 「情けない自分に乾杯」
- 21日 - BONNIE PINK「Blue Jam」
- 25日 - 福田典之「瞳の届く距離」「シャンプーと君と恋する季節」
- 25日 - 水森かおり「おしろい花」
- 25日 - 山崎まさよし「月明かりに照らされて」
- 27日 - H.A.N.D.「Prime High/Gi mi de Mic」

### 10月
- 1日 - エレキハチマキ「S.H.W.P(FUN HOUSE)」
- 1日 - 萩原慎太郎「眠れない世代」
- 2日 - SOPHIA「BOYS」
- 10日 - Bluem of Youth「最後の願い」
- 20日 - DOOPEES「DOOPEE TIME」
- 21日 - SIAM SHADE「RAIN」
- 21日 - ひふみかおり「究極のMENU」
- 25日 - 露崎春女「TIME」
- 25日 - THE HIGH-LOWS「ミサイルマン」『THE HIGH-LOWS』
- 25日 - ビビアン・スー「くちびるの神話」

### 11月
- 1日 - ACO「不安なの」
- 1日 - コニーちゃん「なまでこ」
- 1日 - 3LDK（キャイ〜ン・谷口宗一）「普通になりたい」
- 1日 - SWEET NOT SWEET 「Self-size Love」
- 1日 - 末永宰士「抱きしめて 抱きしめて 抱きしめて kissを交わそう」
- 1日 - V6「MUSIC FOR THE PEOPLE」
- 1日 - 森若香織「Happy Fine Day」
- 1日 - LAZY KNACK「CRYSTAL GAME」
- 8日 - 相川七瀬「夢見る少女じゃいられない」
- 21日 - エンリケ・イグレシアス「エンリケ・イグレシアス」
- 22日 - KAITA「LOOKING FOR LOVE」
- 22日 - CASCADE「VIVA!」
- 22日 - 金月真美「もっと!モット!ときめき」
- 22日 - GARLIC BOYS「ハッスル」
- 22日 - 太陽の塔「明日の歌」（シングル）「やっぱり地球は動いてる」（アルバム）
- 22日 - 波多江光浩「Domino」

### 12月
- 1日 - ザ・カスタネッツ「冬のうた」
- 1日 - Continental Breakfast「小さな世界」
- 6日 - KOJI1200「ナウ ロマンティック」
- 9日 - ソウル・フラワー・モノノケ・サミット「アジール・チンドン」
- 10日 - キングギドラ「空からの力」（インディーズデビュー）
- 16日 - ドラゴン・ターボ「わすれておしまい」「WICKED DADDY」
- 16日 - HASIKEN「グランドライフ」
- 18日 - 吉田美和「beauty and harmony」（ソロデビュー）

## 新人セールス

### シングル
- 1位 MY LITTLE LOVER／317.0万枚
- 2位 FIELD OF VIEW／225.8万枚
- 3位 globe／207.5万枚
- 4位 岡本真夜／166.5万枚
- 5位 華原朋美／74.0万枚
- 6位 V6／33.5万枚
- 7位 PAMELAH／27.8万枚
- 8位 TWO-MIX／26.3万枚
- 9位 瀬戸朝香／23.7万枚
- 10位 本名陽子／21.0万枚
- 11位 Letit go／19.6万枚
- 12位 武田真治／16.2万枚
- 13位 VANILLA／12.4万枚
- 14位 王様／11.9万枚
- 15位 Chie Kajiura／8.7万枚
- 16位 CRAZE／8.6万枚
- 17位 矢吹春佳／8.3万枚
- 18位 黒田有紀／7.9万枚
- 19位 後藤一機／5.9万枚
- 20位 Eins:Vier／5.5万枚
- 21位 佐藤朱美／5.4万枚
- 22位 カズン／5.4万枚
- 23位 Sleep My Dear／4.6万枚
- 24位 雛形あきこ／4.6万枚
- 25位 鈴木蘭々／4.5万枚
- 26位 平井堅／4.4万枚
- 27位 松雪泰子／4.3万枚
- 28位 翠玲／3.8万枚
- 29位 水森かおり／3.7万枚
- 30位 Misty Eyes／3.7万枚

### アルバム
- 1位 FIELD OF VIEW／56.6万枚
- 2位 岡本真夜／28.5万枚
- 3位 カヒミ・カリィ／22.1万枚
- 4位 VANILLA／14.8万枚
- 5位 武田真治／13.1万枚
- 6位 CRAZE／12.1万枚
- 7位 SOPHIA／11.3万枚
- 8位 TWO-MIX／10.1万枚
- 9位 PENICILLIN／6.0万枚
- 10位 Eins:Vier／4.0万枚
- 11位 Chie Kajiura／3.9万枚
- 12位 SIAM SHADE／3.0万枚
- 13位 黒田有紀／2.4万枚
- 14位 新井英一／2.1万枚
- 15位 Letit go／1.8万枚
- 16位 平井堅／1.8万枚
- 17位 ニューヴォーグ／1.3万枚
- 18位 菅野美穂／1.2万枚
- 19位 奥菜恵／1.1万枚
- 20位 FIRST IMPRESSION／1.0万枚

## 結成

### 日本
- AGHARTA（ -?）
- Advantage Lucy
- アナム&マキ（ - 2008年）
- WITH YOU（ - 1999年）
- HIM（ - 1997年）
- H Jungle with t（ - 1996年）
- esrevnoc（ - 2001年）
- Every Little Thing
- E.M.U（ - 2000年）
- Angel Note
- OPCELL（ - 1995年）
- Galla（ - 2000年）
- 願児我楽夢
- 紀尾井ホール室内管弦楽団
- CURIO（ - 2003年、2012年 - ）
- クラムボン
- GREENMACHiNE（ - 1999年、2003年 - 2006年、2013年 - ）
- グループ魂（ - 2020年、2022年 - ）
- グルグル映畫館（ - 2012年）
- globe（ - 2006年）
- けいはんなフィルハーモニー管弦楽団
- KEMURI（ - 2007年、2012年 - ）
- ケラ&ザ・シンセサイザーズ
- ゲントウキ
- 54-71（ - 2009年）
- Coney Island Jellyfish（ - 1996年）
- 是巨人
- The Underneath（ - 2010年）
- The Chopsticks（ - 2001年）
- THE HIGH-LOWS（ - 2005年）
- the brilliant green
- シーモネーター&DJ TAKI-SHIT（ - 2004年）
- Junichi&JJr（ - 1996年?）
- ジョーズカンパニー
- 劇団スイセイ・ミュージカル
- Swinging Popsicle
- SUPERCAR（ - 2005年）
- Scoobie Do
- Skoop On Somebody
- スケボーキング（ - 2003年、2008年 - 2010年、2020年 - ）
- State Craft（ - 2001年）
- SNAIL RAMP（ - 2002年、2004年 - 2015年）
- SPEED（ - 2000年、2008年 - 2013年）
- スプリングス
- SPECIAL OTHERS
- smart（ - 1997年）
- SMILE（ - 2000年、2022年 - ）
- SEX-ANDROID（ - 2017年）
- JELLY→（ - 2008年、2019年 - ）
- 寶船
- CHARCOAL FILTER（ - 2007年）
- TWO-MIX（ - 2009年、2013年 - ）
- DOG HAIR DRESSERS（ - 2001年）
- ナンバーガール（ - 2002年、2019年 - 2022年）
- 熱帯JAZZ楽団
- ノーナ・リーヴス
- BY PHAR THE DOPEST（ - 1998年）
- PUFFY
- PAN（ - 2023年）
- VINYL（ - 1999年）
- FUNK THE PEANUTS（ - 1999年、2019年 - ）
- FEEL（ - 2001年）
- V6（ - 2021年）
- Hooper（ - 2002年?）
- Face 2 fAKE
- ふたかみ市民オペラ
- Platinum Peppers Family（ - 1999年）
- BRAHMAN
- プリティキャスト（ - 1996年?）
- Blüe（ - 2002年）
- プロペラ（ - 2008年）
- BENTROOT（ - 2000年代初期?）
- ポケットビスケッツ（ - 2000年）
- POTSHOT（ - 2005年、2013年 - ）
- My Little Lover
- MAX
- Misty Eyes（ - 2000年、2010年 - 2012年?）
- La;Sadie's（ - 1997年）
- LAZY KNACK（ - 1997年）
- REBEL BLUE（ - 2009年?）
- RODEO（ - 2000年）
- Roboshop Mania（ - 2002年）
- ROMANTIC MODE（ - 1999年）
- WINO（ - 2002年）
- 惑星（ - 2007年）

### 日本国外
- アーバン・ナイツ（ - 2005年、2019年 - ）
- R.ef（ - 2002年）
- アイドルワイルド（ - 2010年、2013年 - ）
- アウトロウズ（ - 2017年）
- アクト
- アタリス
- アフター・フォーエヴァー（ - 2009年）
- アフラートゥス・クインテット
- アフロ・ケルト・サウンド・システム
- アリーナ
- アルガザンス（ - 2018年）
- アルカナ（ - 1997年）
- アンタークティカ（ - 1999年）
- アンプス（ - 1996年）
- イイルクーン（ - 2007年）
- イールズ
- ウィッシング・トゥリー
- ウェストサイド・コネクション（ - 2005年）
- エール
- エンシフェルム
- カタメニア
- キーン（ - 2014年、2019年 - ）
- キャプテン・ジャック（ - 2005年、2008年 - ）
- クレイジー・タウン（ - 2003年、2007年 - ）
- コチャニ・オルケスタル
- ゴッドスマック
- ザ・ダットサンズ
- ザ・プロミス・リング（ - 2002年、2011年 - 2012年）
- ザイアフィング
- サウザンド・フット・クラッチ（ - 2017年）
- シェヴェル
- シックス・フィート・アンダー
- ジャギド・エッジ
- シャドウズ・フォール（ - 2015年）
- スウィート75（ - 2000年）
- スウィートボックス
- スウェーデン室内管弦楽団
- スカイファイヤー
- ステインド（ - 2012年、2019年 - ）
- スペアミント
- スリップノット
- 17ヒッピーズ
- セント・ルナティックス（ - 2010年）
- ソイルワーク
- ソナタ・アークティカ
- ソニック
- ソルスターフィア
- Turbo（ - 2000年、2015年 - ）
- チャーチ・オブ・ミザリー
- チョアー（ - 2004年）
- ディー・アポカリプティシェン・ライター
- ディメンション・ゼロ（ - 1998年、2000年 - 2008年、2014年 - ）
- テン（ - 2007年、2011年 - ）
- ナイト・イン・ゲイルズ
- ニッケルバック
- ノーザン・アップロアー（ - 1999年、2004年 - 2007年、2011年 - ）
- バター08（ - 1997年）
- バックチェリー（ - 2002年、2005年 - ）
- ビッフィ・クライロ
- ファウンテインズ・オブ・ウェイン（ - 2013年）
- ファロファ・カリオカ
- プラハ・フィルハーモニー管弦楽団
- プロペラヘッズ（ - 2003年）
- ベリード・ドリームス（ - 2003年）
- ベログエト（ - 2014年）
- ベントレー・リズム・エース
- マンサン（ - 2003年）
- ミロ・クァルテット
- ムーンソロウ
- モーネガルム
- モグワイ
- モスクワ市交響楽団
- ラスク（ - 1998年）
- レプリカンツ（ - 1996年）
- レンタルズ（ - 1999年、2005年 - ）
- ワールド・オーケストラ・フォア・ピース

## 解散・活動休止
- 1月 - SLAM CAVALLEY（2019年再結成）
- 1月 - BY-SEXUAL
- 2月24日 - JUSTY-NASTY（2015年再結成）
- 7月2日 - DIE IN CRIES
- 7月10日 - THE BLUE HEARTS
- 8月 - UP-BEAT
- 8月 - グレイトフル・デッド
- 9月3日 - 光GENJI SUPER 5
- 9月 - ZNX
- 12月25日 - ZOO
- 12月 - Samuel

### 年内
- アズテック・カメラ
- ザ・ヴァーヴ（1997年再結成）
- WEATHER SIDE
- えび
- カーカス（2007年再始動）
- クイックサンド（1997年再結成）
- GEISHA GIRLS
- スイサイダル・テンデンシーズ（1997年活動再開）
- ダイアー・ストレイツ
- ハレルヤハッピーズ
- ピカソ
- ブリッジ
- ペインキラー
- マグナム（2001年再結成）
- モダン・ジャズ・カルテット
- リヴィング・カラー（2000年再結成）
- リリアン・アクス（1999年再結成）
- LADIA
- ロスト・ホライズン（1998年再結成）

## 再結成
- シンコピー61
- 中小企業楽団 バラクーダ
- ノヴェラ
- ブライアン・オーガーズ・オブリヴィオン・エクスプレス
- プリティ・ボーイ・フロイド
- ミスフィッツ
- 森雄二とサザンクロス（2016年再解散）
- レベッカ（2日限定）
- Y&T

## 誕生
出身地または国籍が 日本である人物の国名表記は省略。
- 1月1日 - ポピー（ アメリカ合衆国、歌手）
- 1月2日 - 村田祐基（徳島県、ダンサー、超特急）
- 1月3日 - ソリョン（ 韓国、歌手、AOA）
- 1月4日 - マリア・イサベル（ スペイン、歌手）
- 1月5日 - サラ・ダイヤモンド（ カナダ、歌手）
- 1月5日 - プローイションプー・スパサップ（ タイ、俳優・歌手）
- 1月7日 - 佐藤綾乃（神奈川県、元歌手、元アップアップガールズ（仮））
- 1月8日 - 大島理緒（静岡県、元女優・元歌手、元Ange☆Reve）
- 1月9日 - 宮崎珠子（千葉県、声優・歌手）
- 1月10日 - 春ねむり（神奈川県、シンガーソングライター）
- 1月11日 - 桜野羽咲（東京都、歌手、ARCANA PROJECT）
- 1月14日 - 那月結衣（三重県、モデル・女優・タレント、ガールズネクスト）
- 1月15日 - 菊池勇成（東京都、声優・歌手）
- 1月16日 - 鈴木花純（東京都、歌手）
- 1月17日 - 佐藤流司（宮城県、俳優・歌手、The Brow Beat）
- 1月18日 - 岩渕想太（福岡県、歌手、パノラマパナマタウン）
- 1月20日 - 井尻晏菜（京都府、歌手、NMB48）
- 1月20日 - キム・ソヒ（ 韓国、歌手、NATURE）
- 1月20日 - ジョーイ・バッドアス（ アメリカ合衆国、ラッパー）
- 1月22日 - 藤本結衣（東京都、女優・タレント・歌手、元palet）
- 1月23日 - 井上雄貴（神奈川県、歌手、ツキクラ）
- 1月24日 - 和久井優（栃木県、声優・歌手）
- 1月25日 - 佐藤大樹（埼玉県、ダンサー、FANTASTICS from EXILE TRIBE）
- 1月25日 - 馬渕直純（香川県、作曲家）
- 1月28日 - 西村歩乃果（神奈川県、歌手、ラストアイドル）
- 1月28日 - 脇田もなり（長崎県、歌手）
- 1月30日 - 岩佐美咲（千葉県、演歌歌手、AKB48および渡り廊下走り隊7の元メンバー）
- 1月31日 - 久保田未夢（埼玉県、声優・歌手、i☆Risおよび虹ヶ咲学園スクールアイドル同好会のメンバー）
- 1月31日 - なるぱお（広島県、DJ・タレント・モデル）
- 1月31日 - ニナ・スブラッティ（、歌手）
- 2月1日 - 真舘晴子（歌手、The Wisely Brothers）
- 2月2日 - 秋場悠里（宮城県、声優・歌手、ライブレボルト）
- 2月5日 - 橋本裕太（宮城県、シンガーソングライター）
- 2月5日 - 平口みゆき（神奈川県、歌手、元palet）
- 2月5日 - 山中綾華（東京都、ドラマー、Mrs. GREEN APPLE）
- 2月9日 - ジャニー（ アメリカ合衆国、歌手、NCT）
- 2月10日 - 沖原里紗（兵庫県、歌手・ダンサー・モデル、元Carat）
- 2月12日 - 川栄李奈（神奈川県、女優・歌手、元AKB48）
- 2月12日 - 水無瀬ゆき（千葉県、歌手、元夢みるアドレセンス）
- 2月13日 - 加納エミリ（北海道、歌手）
- 2月14日 - 加藤一華（埼玉県、女優・歌手）
- 2月14日 - 樋口裕太（東京都、俳優・歌手）
- 2月15日 - メーガン・ザ・スタリオン（ アメリカ合衆国、ラッパー）
- 2月16日 - デンゼル・カリー（ アメリカ合衆国、ラッパー）
- 2月19日 - キム・ユンドン（ 韓国、歌手、HALOおよびORβITのメンバー）
- 2月20日 - 徳永ゆうき（大阪府、演歌歌手）
- 2月24日 - 井水優菜（山梨県、歌手、逆に、ゆうちゃんバンド）
- 2月25日 - フランチェスカ・ミキエリン（ イタリア、歌手）
- 2月26日 - 秋野紗良（東京都、歌手）
- 2月26日 - 井上紗矢香（福岡県、シンガーソングライター）
- 2月26日 - 小峯愛未（兵庫県、声優・歌手、元サンドリオン）
- 2月28日 - ユ・フェスン（ 韓国、歌手、N.Flying）
- 3月1日 - 都丸椋太（群馬県、作曲家）
- 3月2日 - アンディ・ドネガン（ アルゼンチン、シンガーソングライター）
- 3月5日 - 椎名もた（石川県、ボカロP、+2015年）
- 3月6日 - あいみょん（兵庫県、シンガーソングライター）
- 3月7日 - 菊池風磨（東京都、歌手・俳優、timelesz）
- 3月8日 - 小嶋菜月（千葉県、元女優・元タレント・元歌手、元AKB48）
- 3月8日 - 田崎礼奈（神奈川県、歌手、notall）
- 3月9日 - 加藤るみ（岐阜県、タレント・歌手、元SKE48）
- 3月12日 - 巫まろ/福田花音（埼玉県、作詞家・歌手、ZOC、元アンジュルム）
- 3月15日 - 有安杏果（埼玉県、歌手・女優、元ももいろクローバーZ）
- 3月15日 - ごっきん（ベーシスト、yonige）
- 3月15日 - 沖聡次郎（ギタリスト、Novelbright）
- 3月15日 - 豊田萌絵（茨城県、声優・歌手、StylipSおよびPyxisのメンバー）
- 3月17日 - 早見あかり（東京都、女優・歌手、元ももいろクローバー）
- 3月17日 - MITSUKI（大阪府、歌手、元ファンタ☆ピース）
- 3月18日 - 上西恵（滋賀県、女優・歌手、元NMB48）
- 3月18日 - 上村昌也（静岡県、シンガーソングライター）
- 3月18日 - 波名城夏妃（沖縄県、歌手、ティンクティンク）
- 3月21日 - ディギー・シモンズ（ アメリカ合衆国、ラッパー）
- 3月22日 - sana（長崎県、歌手）
- 3月22日 - 山下あすか（愛知県、パーカッショニスト）
- 3月24日 - 山田麻莉奈（福岡県、歌手、Kleissisおよびギルドロップスのメンバー、元HKT48）
- 3月25日 - 榎本ほのか（福岡県、歌手、ヤンチャン学園 音楽部）
- 3月25日 - スズキユウスケ（歌手、オレンジスパイニクラブ）
- 3月27日 - 西村彩有里（東京都、モデル・歌手、JAPANARIZM）
- 3月30日 - 佐藤信長（宮崎県、俳優・歌手、TFG）
- 4月2日 - 西園みすず（大阪府、女優・歌手、元さんみゅ〜）
- 4月3日 - 岩田陽葵（東京都、女優・声優・歌手、harmoe）
- 4月3日 - 武藤千春（東京都、歌手、FlowerおよびE-girlsの元メンバー）
- 4月4日 - 浅沼亮介（神奈川県、歌手、COLOR CREATION）
- 4月5日 - ダニエル・シーザー（ カナダ、ミュージシャン）
- 4月5日 - 樋口侑希（歌手、WOMCADOLE）
- 4月6日 - 森本龍太郎（石川県、元タレント・元俳優・元歌手、Hey! Say! JUMPおよびZERO・BLACKJACKの元メンバー）
- 4月8日 - 白石晴香（東京都、声優・歌手、Study）
- 4月11日 - 本田康祐（福島県、歌手、OWV）
- 4月15日 - キム・ナムジュ（ 韓国、歌手、Apink）
- 4月17日 - アン・ヒョソプ（ 韓国、俳優・歌手）
- 4月17日 - 岩瀬賢明（歌手、とけた電球）
- 4月17日 - 佐藤春奈（神奈川県、歌手、アイドルカレッジ）
- 4月17日 - 直田姫奈（兵庫県、声優・歌手、Morfonica）
- 4月17日 - チョン・フィイン（ 韓国、歌手、MAMAMOO）
- 4月18日 - Yellow Pato（ラッパー、BAD HOP）
- 4月19日 - 小室さやか（東京都、元歌手、元キング・クリームソーダ）
- 4月20日 - 太我　(山形県、ドラマー、Non Stop Rabbit)
- 4月20日 - 永吉愛（宮崎県、シンガーソングライター）
- 4月20日 - 鷲山和希（歌手、Suspended 4th）
- 4月21日 - マディソン・ラヴ（ アメリカ合衆国、歌手）
- 4月22日 - エマニュエル・チェクナヴォリアン（ オーストリア、ヴァイオリニスト）
- 4月22日 - 水野ふえ（京都府、歌手、仮面女子およびチェリーブロッサムのメンバー）
- 4月24日 - ケラーニ（ アメリカ合衆国、シンガーソングライター）
- 4月24日 - ヨンミン（ 韓国、歌手、BOYFRIEND）
- 4月26日 - ダニエル・パディーヤ（ フィリピン、俳優・歌手）
- 4月28日 - メラニー・マルティネス（ アメリカ合衆国、歌手）
- 5月1日 - 伊藤汐梨（愛知県、ギタリスト、名古屋ギター女子部）
- 5月1日 - 久松かおり（兵庫県、歌手、元サンミニ）
- 5月1日 - ミミ（ 韓国、歌手、OH MY GIRL）
- 5月2日 - ユク・ソンジェ（ 韓国、歌手、BTOB）
- 5月3日 - 伊藤千咲美（愛知県、歌手、元GEM）
- 5月6日 - 佐藤舞（秋田県、声優・歌手）
- 5月7日 - 名倉七海（東京都、タレント・歌手、元テレパシー）
- 5月9日 - アンドレア・モティス（ スペイン、歌手）
- 5月9日 - 堀川美加子（山梨県、元歌手、元ロマンスターズ）
- 5月10日 - アヤ・ナカムラ（ マリ、歌手）
- 5月11日 - 羽月りっか（山梨県、歌手、元ドリームステーション）
- 5月12日 - 中川美優（北海道、歌手、元まねきケチャ）
- 5月12日 - 中西智代梨（福岡県、歌手、AKB48、元HKT48）
- 5月13日 - 丸岡和佳奈（東京都、声優・歌手）
- 5月16日 - 坂垣怜次（埼玉県、俳優・歌手、TFG）
- 5月16日 - 川崎鷹也（栃木県、シンガーソングライター）
- 5月16日 - 渡辺梨加（茨城県、歌手・モデル、元櫻坂46）
- 5月22日 - 守屋亨香（長野県、声優・歌手、DIALOGUE+）
- 5月27日 - 神谷健太（沖縄県、ダンサー、THE RAMPAGE from EXILE TRIBE）
- 5月27日 - SHALF（歌手、BUZZ-ER.）
- 5月27日 - RIRIKO（東京都、歌手）
- 5月27日 - 和田京子（長野県、声優・歌手）
- 5月28日 - 長屋晴子（愛知県、歌手、緑黄色社会）
- 5月30日 - 浅森咲希奈（広島県、女優・歌手、元Make palette）
- 5月31日 - バトリ勝悟（東京都、声優・歌手）
- 6月1日 - 前田亜美（東京都、女優・元歌手、元AKB48）
- 6月4日 - 玉井詩織（神奈川県、歌手・女優、ももいろクローバーZ）
- 6月5日 - 江夏詩織（茨城県、モデル・女優・歌手、lovefilm）
- 6月5日 - ベッキー・クルーエル（ イギリス、歌手）
- 6月6日 - 藤川千愛（岡山県、歌手、元まねきケチャ）
- 6月8日 - 佐藤晴美（山形県、ダンサー・モデル、E-girlsおよびFlowerの元メンバー）
- 6月8日 - 佐保明梨（東京都、歌手、アップアップガールズ（仮））
- 6月9日 - 前野のどか/前野ほのか（佐賀県、ベーシスト、ドラマー、たんこぶちん）
- 6月9日 - 南にこ（千葉県、声優・歌手、SEVEN4およびSiam☆Dreamの元メンバー）
- 6月11日 - 齊藤賢太（長野県、歌手、Rupo Time）
- 6月12日 - ストロングマシン2号（群馬県、ダンサー）
- 6月13日 - 金子栞（埼玉県、タレント・歌手、元SKE48）
- 6月13日 - 小森隼（三重県、ダンサー、GENERATIONS from EXILE TRIBE）
- 6月15日 - 田中樹（千葉県、歌手・俳優、SixTONES）
- 6月16日 - 赤尾ひかる（埼玉県、声優・歌手）
- 6月18日 - 松村北斗（静岡県、歌手・俳優、SixTONES）
- 6月20日 - 彩川ひなの（東京都、タレント・歌手、元リンクSTAR`s）
- 6月20日 - 宮崎あや（東京都、元AV女優・歌手、元原宿☆バンビーナ）
- 6月22日 - 関大地（ギタリスト、ハルカミライ）
- 6月22日 - PAGE（愛媛県、元ラッパー）
- 6月23日 - 七五三掛龍也（茨城県、俳優・歌手、Travis Japan）
- 6月23日 - ダンナ・パオラ（ メキシコ、女優・歌手）
- 6月23日 - ななもり。（千葉県、配信者、歌手、すとぷり）
- 6月24日 - 峯田大夢（山形県、声優・歌手）
- 6月25日 - トム・ミッシュ（ イギリス、ミュージシャン）
- 6月29日 - 菅原梨央（宮城県、モデル・歌手、元SPLASH）
- 6月29日 - 山下諒（映像作家）
- 6月29日 - Rujie（東京都、歌手）
- 6月30日 - 伊礼亮（東京都、歌手、ソラノオト）
- 6月30日 - peco（大阪府、モデル・歌手）
- 7月1日 - テヨン（ 韓国、歌手、NCT）
- 7月2日 - 金澤朋子（埼玉県、歌手、元Juice=Juice）
- 7月4日 - ポスト・マローン（ アメリカ合衆国、ラッパー）
- 7月4日 - 横山優也（宮崎県、歌手、KOTORI）
- 7月6日 - 小坂井祐莉絵（愛知県、声優・歌手、ギルドロップス）
- 7月6日 - 関谷真由（東京都、歌手・女優・タレント、メンテナンスおよびBESTIEMのメンバー、元アイドリング!!!）
- 7月6日 - 高井つき奈（愛知県、歌手、simpatix、元SKE48）
- 7月6日 - 野口瑠璃子（福岡県、声優・歌手）
- 7月7日 - 八島諒（東京都、俳優・歌手、The Sky's The Limit）
- 7月9日 - サミツミサ（神奈川県、歌手）
- 7月9日 - 正木郁（埼玉県、俳優・歌手、DearDream）
- 7月12日 - 高尾奏之介（作曲家）
- 7月12日 - YOHIO（ スウェーデン、歌手）
- 7月13日 - YUYA（歌手、BUZZ-ER.）
- 7月14日 - 角野隼斗（千葉県、ピアニスト）
- 7月14日 - 林愛夏（神奈川県、歌手、元ベイビーレイズJAPAN）
- 7月18日 - 高畑結希（香川県、歌手、SKE48）
- 7月19日 - 山下七海（徳島県、声優・歌手、元Wake Up, Girls!）
- 7月20日 - シンガーソングライターavi（福岡県、シンガーソングライター）
- 7月22日 - 伊藤麻希（福岡県、歌手・プロレスラー、元LinQ）
- 7月23日 - 川村真洋（大阪府、歌手、乃木坂46およびZ-Girlsの元メンバー）
- 7月23日 - 鈴木愛奈（北海道、声優・歌手、Aqours）
- 7月25日 - 佐野仁美（兵庫県、シンガーソングライター）
- 7月26日 - mekakushe/ヒロネちゃん（シンガーソングライター）
- 7月28日 - 何故ナツミ（東京都、シンガーソングライター）
- 7月28日 - 星宮りり（大阪府、歌手、元仮面女子）
- 7月29日 - ラブリーサマーちゃん（東京都、歌手）
- 8月1日 - 石原由希（茨城県、歌手、元IDO☆HOLIC）
- 8月1日 - 森実咲（埼玉県、歌手、元BLESS）
- 8月2日 - 久保田梨沙（埼玉県、声優・歌手）
- 8月2日 - 富田健太郎（東京都、俳優・歌手、DearDream）
- 8月5日 - 宍戸桃子（東京都、歌手・モデル、CANDY GO!GO!）
- 8月5日 - 長縄まりあ（愛知県、声優・歌手）
- 8月5日 - バトシン（三重県、歌手、元XOX）
- 8月6日 - 松下美織（東京都、元AV女優・元歌手、元僕らは嘘つき）
- 8月7日 - 安藤笑（愛知県、歌手、Jewel☆Ciel、Star☆Tおよび愛乙女☆DOLLの元メンバー）
- 8月7日 - 後河内美咲（ギタリスト、名古屋ギター女子部）
- 8月7日 - sky_delta（歌手、作曲家）
- 8月7日 - 長谷川万大（宮崎県、シンガーソングライター）
- 8月8日 - マリン・レイタン（ ノルウェー、歌手）
- 8月8日 - エスクプス （ 韓国、歌手、SEVENTEEN）
- 8月9日 - 平野有紗（岐阜県、声優・歌手）
- 8月10日 - 吉澤閑也（神奈川県、歌手、Travis Japan）
- 8月15日 - 伊藤祐奈（香川県、起業家・元歌手、元アイドリング!!!）
- 8月15日 - 小倉唯（群馬県、歌手・女優・声優、StylipSおよびゆいかおりの元メンバー）
- 8月15日 - チーフ・キーフ（ アメリカ合衆国、ラッパー）
- 8月16日 - 佐野遥（大阪府、歌手、STU48）
- 8月16日 - 与那嶺瑠唯（沖縄県、ダンサー、THE RAMPAGE from EXILE TRIBE）
- 8月17日 - n-buna（岐阜県、作曲家、ヨルシカ）
- 8月18日 - 菅原樹里亜（東京都、タレント・歌手、元FAT&SLIM）
- 8月20日 - 橋本彩花（千葉県、女優・歌手、BABYWOLF、シスターラビッツおよびE☆Trapsの元メンバー）
- 8月22日 - エジマハルシ（ギタリスト、ポルカドットスティングレイ）
- 8月22日 - デュア・リパ（ イギリス、シンガーソングライター・モデル）
- 8月22日 - 花岡領太（北海道、俳優・歌手、元NORD）
- 8月24日 - 本田みく（北海道、歌手、元2代目HAPPY少女♪）
- 8月24日 - りょう（愛知県、歌手、The 3 minutes）
- 8月25日 - 大畑拓也（作曲家）
- 8月25日 - オン・ソンウ（ 韓国、歌手、元Wanna One）
- 8月28日 - 佐々木優佳里（埼玉県、歌手、AKB48）
- 8月29日 - 曽我部英理（埼玉県、声優・歌手、元アース・スター ドリーム）
- 8月29日 - 千葉翔也（東京都、声優・歌手、SparQlew）
- 8月30日 - 春原里佳（東京都、モデル・タレント・歌手、元PLC）
- 8月31日 - 永山杏佳（大阪府、歌手・女優、あすきょう）
- 9月1日 - 星波（神奈川県、タレント・歌手、ael-アエル-、元THE HOOPERS）
- 9月1日 - 中山来未（北海道、歌手・女優）
- 9月6日 - 佐倉みき（埼玉県、歌手、愛乙女☆DOLL）
- 9月6日 - 吉田綾乃クリスティー（大分県、歌手、乃木坂46）
- 9月7日 - 村上奈津実（東京都、声優・歌手、虹ヶ咲学園スクールアイドル同好会およびNACHERRYのメンバー）
- 9月9日 - 新里宏太（東京都、歌手・俳優・タレント）
- 9月9日 - 三田麻央（大阪府、歌手、元NMB48）
- 9月11日 - ももすももす（埼玉県、歌手、元メランコリック写楽）
- 9月12日 - 小山翔吾（京都府、歌手）
- 9月12日 - 笹翼（千葉県、声優・歌手）
- 9月13日 - 渋川紗有実（北海道、歌手、元ミルクス本物）
- 9月14日 - 長島瑞穂（大阪府、タレント・歌手、元HOP CLUB）
- 9月17日 - 山口真帆（青森県、歌手・女優、元NGT48）
- 9月17日 - ユア（ 韓国、歌手、OH MY GIRL）
- 9月20日 - 金澤豊（宮城県、歌手、EnGene.）
- 9月22日 - 葉月あい（東京都、歌手・女優）
- 9月22日 - ナヨン（ 韓国、歌手、TWICE）
- 9月23日 - 小林愛実（山口県、ピアニスト）
- 9月25日 - 内山奈月（神奈川県、元タレント・元歌手、元AKB48）
- 9月25日 - 栗山友里（佐賀県、ギタリスト、たんこぶちん）
- 9月25日 - 原嘉孝（神奈川県、俳優・歌手、元宇宙Six）
- 9月26日 - 小島まゆみ（神奈川県、歌手、元放課後プリンセス）
- 9月26日 - 羽矢有佐（滋賀県、タレント・歌手、スマイル学園）
- 9月26日 - 深川芹亜（佐賀県、声優・歌手）
- 9月27日 - クォン・ウンビ（ 韓国、歌手、元IZ*ONE）
- 9月27日 - 花田優一（東京都、タレント・歌手）
- 9月29日 - 岸優太（埼玉県、歌手・俳優、元King & Prince）
- 9月29日 - ジュリアン・ベイカー（ アメリカ合衆国、歌手）
- 9月29日 - 澄川れみ（神奈川県、歌手、終演後物販卍およびラブマリンの元メンバー）
- 9月29日 - ryuchell（沖縄県、モデル・タレント・歌手）
- 10月1日 - 五十嵐巧巳（福島県、声優・歌手、Claw Knights）
- 10月1日 - ブラダ（ ロシア、女優・歌手）
- 10月2日 - 野村麻衣子（神奈川県、声優・歌手）
- 10月3日 - 加藤里保菜（茨城県、声優・歌手）
- 10月3日 - 中澤卓也（新潟県、歌手）
- 10月4日 - 柴田優（高知県、歌手、sympathy）
- 10月4日 - ジョンハン （ 韓国、歌手、SEVENTEEN）
- 10月6日 - 奥村優希（新潟県、歌手、ラストアイドル）
- 10月6日 - 山本彰吾（岡山県、ダンサー、THE RAMPAGE from EXILE TRIBE）
- 10月8日 - 長澤茉里奈（埼玉県、女優・タレント・歌手、元放課後プリンセス）
- 10月10日 - 大塚紗英（神奈川県、声優・歌手、Poppin'Party）
- 10月11日 - 沖田彩華（広島県、歌手、元NMB48）
- 10月12日 - 荻野可鈴（山梨県、モデル・女優・歌手・声優、元夢みるアドレセンス）
- 10月13日 - JIMIN（ 韓国、歌手、BTS）
- 10月13日 - うどん佐藤（千葉県、歌手・元女子プロレスラー星輝ありさ、Unlimited Dream Navigator）
- 10月15日 - 橘柊生（北海道、歌手・俳優・タレント、DISH//）
- 10月16日 - 天木じゅん（兵庫県、女優・歌手、元仮面女子）
- 10月16日 - けみお（東京都、モデル・タレント・歌手）
- 10月16日 - 後藤郁（大分県、歌手、元アイドリング!!!）
- 10月16日 - 西潟茉莉奈（東京都、歌手、NGT48）
- 10月18日 - Tia（埼玉県、歌手）
- 10月18日 - ピーラワット・シェーンポーティラット（ タイ、俳優・歌手）
- 10月19日 - 池上紗理依（新潟県、女優・歌手、元BLESS）
- 10月20日 - 遊馬晃祐（岐阜県、俳優・歌手）
- 10月20日 - 二瓶有加（東京都、歌手、元PINK CRES.）
- 10月21日 - 黒木ほの香（大阪府、声優・歌手、元サンドリオン）
- 10月21日 - ドージャ・キャット（ アメリカ合衆国、歌手）
- 10月24日 - 田村心（東京都、俳優・歌手）
- 10月25日 - タナベエミ（広島県、歌手、元風男塾）
- 10月25日 - 與那城奨（沖縄県、歌手、JO1）
- 10月26日 - 中本悠太（大阪府、歌手、NCT）
- 10月27日 - 小宮逸人（東京都、声優・歌手）
- 10月28日 - 松田美子（大阪府、AV女優・歌手、NMB48およびHONEY POPCORNの元メンバー）
- 10月29日 - YURiKA（埼玉県、歌手）
- 10月30日 - 松田るか（沖縄県、女優・歌手）
- 10月30日 - 若井友希（岐阜県、声優・歌手、i☆Ris）
- 10月31日 - 森田美勇人（東京都、俳優・歌手、元7ORDER）
- 11月2日 - 傳谷英里香（千葉県、歌手、元ベイビーレイズJAPAN）
- 11月3日 - T-Pablow・YZERR（神奈川県、ラッパー、BAD HOPおよび2WINのメンバー）
- 11月3日 - 堀田怜央（栃木県、俳優・歌手、TFG）
- 11月4日 - 末永みゆ（東京都、女優・歌手、DokiDoki☆ドリームキャンパス）
- 11月6日 - 中村瞳子（神奈川県、DJ）
- 11月7日 - 吉岡茉祐（大阪府、声優・歌手、Wake Up, Girls!およびD-selectionsの元メンバー）
- 11月8日 - 都築里佳（愛知県、歌手、SKE48）
- 11月8日 - 中園千晴（佐賀県、キーボーディスト、たんこぶちん）
- 11月10日 - 井口眞緒（新潟県、歌手、元日向坂46）
- 11月10日 - 竹中雄大（兵庫県、歌手、Novelbright）
- 11月12日 - ナナヲアカリ（大阪府、歌手）
- 11月15日 - 池田ゆうな（神奈川県、歌手、BOCCHI）
- 11月15日 - 葉山翔太（山口県、声優・歌手）
- 11月15日 - 福留仁菜（大阪府、歌手、フルーツ）
- 11月16日 - 立花風香（愛知県、歌手、元しず風&絆〜KIZUNA〜）
- 11月16日 - チャンジョ（ 韓国、歌手、TEEN TOP）
- 11月16日 - ノア・グレイ＝ケイビー（ アメリカ合衆国、俳優・ピアニスト）
- 11月19日 - 成海瑠奈（広島県、声優・歌手、元サンドリオン）
- 11月20日 - 田﨑あさひ（長崎県、歌手、Bitter & Sweet）
- 11月20日 - miko（沖縄県、シンガーソングライター）
- 11月22日 - 奥真奈美（東京都、モデル・タレント・歌手、元AKB48）
- 11月24日 - 千本木彩花（埼玉県、声優・歌手）
- 11月25日 - 桜りん（沖縄県、歌手、元片目惚れ-hitomebore-）
- 11月25日 - 笹川真生（新潟県、シンガーソングライター）
- 11月26日 - 伊豆田莉奈（埼玉県、歌手、CGM48、AKB48およびBNK48の元メンバー）
- 11月29日 - 愛原ありさ（北海道、声優・歌手、元アース・スター ドリーム）
- 11月29日 - 阿部マリア（神奈川県、モデル・歌手、AKB48およびAKB48 Team TPの元メンバー）
- 11月29日 - 菅井友香（東京都、歌手、元櫻坂46、櫻坂46の初代キャプテン）
- 11月29日 - 古田一紀（東京都、声優・歌手）
- 11月29日 - ローラ・マラノ（ アメリカ合衆国、女優・歌手）
- 11月30日 - 小山百代（北海道、女優・声優・歌手、元サンドリオン）
- 12月1日 - The Toys（ タイ、歌手）
- 12月2日 - 北澤ゆうほ（東京都、歌手、the peggies）
- 12月2日 - 藤川菜緒（女優・歌手・元AV女優、マシュマロ3d+）
- 12月2日 - 水瀬いのり（東京都、声優・歌手）
- 12月3日 - 彩乃なな（神奈川県、元AV女優・元歌手、元恵比寿★マスカッツ）
- 12月3日 - 入山杏奈（千葉県、歌手・女優、元AKB48）
- 12月4日 - カノエラナ（佐賀県、シンガーソングライター）
- 12月5日 - 倉沢みのり（東京都、歌手）
- 12月5日 - 谷川愛梨（神奈川県、女優・タレント・歌手、元NMB48）
- 12月6日 - エイ・ブギー・ウィット・ダ・フーディ（ アメリカ合衆国、ラッパー）
- 12月6日 - なかねかな（東京都、女優・タレント・歌手）
- 12月6日 - peppe（愛知県、キーボーディスト、緑黄色社会）
- 12月7日 - 藤咲彩音（埼玉県、歌手、元でんぱ組.inc）
- 12月12日 - 明音亜弥（北海道、タレント・歌手、元風男塾）
- 12月12日 - 伊藤寧々（岐阜県、女優・歌手、元乃木坂46）
- 12月14日 - 平野友里（千葉県、歌手、APOKALIPPPS、シャオチャイポンおよびエムトピの元メンバー）
- 12月16日 - AHAN（シンガーソングライター）
- 12月16日 - エヴァ・ボト（ スロベニア、歌手）
- 12月17日 - 橋本友梨英（東京都、歌手、仮面女子）
- 12月18日 - 虞書欣（ 中国、女優・歌手）
- 12月18日 - ナヨン（ 韓国、歌手、PRISTIN、元I.O.I）
- 12月19日 - 池田明日香（青森県、俳優・歌手、K.night）
- 12月19日 - 向井莉生（東京都、声優・歌手）
- 12月19日 - ムン・ジヨン（ 韓国、ピアニスト）
- 12月19日 - 結名美月（東京都、声優・歌手）
- 12月20日 - 新井雄也（群馬県、俳優・声優・歌手）
- 12月21日 - BOBBY（ 韓国、歌手、iKON）
- 12月24日 - 福田佑亮（神奈川県、元ダンサー・モデル・俳優、元超特急）
- 12月25日 - 落合登宇聖（兵庫県、声優・歌手、元BirthDay）
- 12月26日 - 泉明日菜（福島県、タレント・歌手、元サンスポアイドルリポーター）
- 12月26日 - 川村虹花（神奈川県、歌手、仮面女子）
- 12月26日 - チェジン（ 韓国、歌手・俳優、MYNAME）
- 12月26日 - 山田恵里伽（岐阜県、歌手、元SKE48）
- 12月29日 - 生駒里奈（秋田県、歌手・女優・タレント、乃木坂46およびAKB48の元メンバー）
- 12月29日 - ロス・リンチ（ アメリカ合衆国、歌手・俳優）
- 12月30日 - 彩ショル（東京都、シンガーソングライター）
- 12月30日 - V（ 韓国、歌手、BTS）
- 12月30日 - ジョシュア （ アメリカ合衆国、歌手、SEVENTEEN）
- 12月30日 - 藤原さくら（福岡県、シンガーソングライター）
- 12月31日 - 河瀬茉希（千葉県、声優・歌手）
- 月日不明 - 鈴木佳奈（歌手、元C.C.ガールズ）
- 月日不明 - 松本紘佳（東京都、ヴァイオリニスト）
- 月日不明 - G-K.I.D（ラッパー、BAD HOP）
- 月日不明 - Bark（ラッパー、BAD HOP）

## 死去
- 1月4日 - エドゥアルド・マータ（ メキシコ、指揮者、*1942年）
- 1月13日 - ジョーゼフ・ギンゴールド（ ロシア帝国、ヴァイオリニスト、*1909年）
- 1月13日 - 南利明（神奈川県、俳優・歌手、*1924年）
- 1月14日 - アレクサンダー・ギブソン（ イギリス、指揮者、*1926年）
- 1月21日 - エズラ・ラクリン（ アメリカ合衆国、指揮者・ピアニスト、*1915年）
- 1月28日 - フェルッチョ・タリアヴィーニ（ イタリア、声楽家、*1913年）
- 2月1日 - オッターヴィオ・ジーノ（ イタリア、指揮者、*1909年）
- 2月6日 - アート・テイラー（ アメリカ合衆国、ジャズ・ミュージシャン、*1929年）
- 2月7日 - ユリス・ドレクリューズ（ フランス、クラリネット奏者、*1907年）
- 2月11日 - ヴァレンティン・フェイギン（ ソビエト連邦、チェリスト、*1934年）
- 2月28日 - 林春生（島根県、作詞家・テレビプロデューサー、*1937年）
- 3月1日 - マックス・ルドルフ（ ドイツ、指揮者、*1902年）
- 3月6日 - グスタフ・カールス（ オーストリア、音楽学者、*1913年）
- 3月6日 - デルロイ・ウィルソン（ ジャマイカ、歌手、*1948年）
- 3月8日 - インゴ・シュヴィヒテンバーグ（ ドイツ、ハロウィンのメンバー、*1965年）
- 3月11日 - カール・エスターライヒャー（ オーストリア、指揮者・クラリネット奏者、*19年）
- 3月16日 - ハインリヒ・ズーターマイスター（ スイス、作曲家、*1910年）
- 3月17日 - 吉屋潤（ 韓国、サックス奏者、*1927年）
- 3月22日 - 原田力男（山口県、音楽プロデューサー・ピアノ調律師、*1939年）
- 3月26日 - イージー・イー（ アメリカ合衆国、音楽プロデューサー・ラッパー、N.W.A、*1964年）
- 3月28日 - イルジー・ヴァルトハンス（ チェコ、指揮者、*1923年）
- 3月30日 - ポール・A・ロスチャイルド（ アメリカ合衆国、音楽プロデューサー、*1935年）
- 3月31日 - セレーナ（ メキシコ、歌手、*1971年）
- 4月 - 久保田二郎（東京都、作家・ジャズ評論家、*1926年）
- 4月10日 - アニー・フィッシャー（ ハンガリー、ピアニスト、*1914年）
- 4月10日 - アニヤ・イグナティウス（ フィンランド、ヴァイオリニスト、*1911年）
- 4月14日 - バール・アイヴス（ アメリカ合衆国、俳優・歌手、*1909年）
- 4月18日 - 生田恵子（東京都、歌手、*1928年）
- 4月19日 - 堀口綾子（埼玉県、歌手・タレント、みるく、*1973年）
- 4月22日 - ドン・プーレン（ アメリカ合衆国、ピアニスト・オルガニスト、*1941年）
- 4月23日 - クリーンヘッド・ギムラ（トランペッター、東京スカパラダイスオーケストラ、*1962年）
- 4月27日 - ハファエル・ハベーロ（ ブラジル、ギタリスト、*1962年）
- 5月2日 - 坂本政一（バンドネオン奏者、*1909年）
- 5月8日 - テレサ・テン（ 中華民国、歌手、*1953年）
- 5月8日 - ポール・ボノー（ フランス、作曲家、*1918年）
- 5月11日 - シャーライ・ティボール（ ハンガリー、作曲家、*1919年）
- 5月12日 - ジミー原田（神奈川県、ジャズドラマー、*1911年）
- 5月12日 - ミア・マルティーニ（ イタリア、歌手、*1947年）
- 5月14日 - 大宮真琴（東京都、音楽学者、*1924年）
- 5月15日 - ピア・タシナーリ（ イタリア、声楽家、*1903年）
- 5月15日 - 松谷穣（ジャズピアニスト、*1910年）
- 5月16日 - ロラ・フローレス（ スペイン、歌手・ダンサー・俳優、*1923年）
- 5月18日 - フランシス・ジャッド・クック（ アメリカ合衆国、作曲家、*1910年）
- 5月20日 - ユリシーズ・ケイ（ アメリカ合衆国、作曲家、*1917年）
- 5月20日 - ヨゼフ・コドウセク（ チェコ、ヴィオラ奏者、*1923年）
- 5月29日 - ミルチャ・バサラブ（ ルーマニア、指揮者、*1921年）
- 5月31日 - 米川文子 (初代)（岡山県、箏曲家、*1894年）
- 6月8日 - ルイス・クラスナー（ ロシア帝国、ヴァイオリニスト、*1903年）
- 6月9日 - フランク・チャックスフィールド（ イギリス、音楽家、*1914年）
- 6月10日 - 神楽坂はん子（東京都、芸者歌手、*1931年）
- 6月11日 - ロデル・ナバル（ フィリピン、俳優・歌手、*1953年）
- 6月11日 - 円谷皐（東京府、演出家・歌手、*1935年）
- 6月12日 - アルトゥーロ・ベネデッティ・ミケランジェリ（ イタリア、ピアニスト、*1920年）
- 6月14日 - ロリー・ギャラガー（ アイルランド、ロックミュージシャン、*1948年）
- 6月18日 - 山本翔（京都府、歌手、*1950年）
- 6月25日 - 持田勝穂（福岡県、詩人・歌人・作詞家、*1905年）
- 6月27日 - エフレム・クルツ（ ロシア帝国、指揮者、*1900年）
- 7月1日 - ウルフマン・ジャック（ アメリカ合衆国、ラジオDJ、*1938年）
- 7月2日 - ズデニェク・コシュラー（ チェコ、指揮者、*1928年）
- 7月2日 - パウル・シルハフスキー（ オーストリア、ピアニスト・指揮者、*1918年）
- 7月7日 - ヨーゼフ・デュンヴァルト（ ドイツ、指揮者、*1909年）
- 7月10日 - グエン・ヴァン・カオ（ ベトナム、作曲家、*1923年）
- 7月12日 - ミルチャ・クリステスク（ ルーマニア、指揮者、*1928年）
- 7月13日 - マッティ・ペロンパー（ フィンランド、俳優・ミュージシャン、*1951年）
- 7月16日 - シャルル・ブリュック（ ハンガリー、指揮者、*1911年）
- 7月23日 - ミクロス・ローザ（ ハンガリー→、作曲家、*1907年）
- 7月24日 - 曽我直子（愛知県、歌手、*1905年）
- 7月25日 - オスヴァルド・プグリエーセ（ アルゼンチン、ピアニスト、*1905年）
- 7月26日 - ローリンド・アルメイダ（ ブラジル、ギタリスト、*1917年）
- 7月27日 - 山田栄一（青森県、作曲家、*1906年）
- 8月9日 - ジェリー・ガルシア（ アメリカ合衆国、ミュージシャン、グレイトフル・デッド、*1942年）
- 8月10日 - アルド・プロッティ（ イタリア、バリトン歌手、*1920年）
- 8月12日 - マーティ・ペイチ（ アメリカ合衆国、ピアニスト、*1925年）
- 8月19日 - ピエール・シェフェール（ フランス、作曲家、*1910年）
- 8月21日 - アナトール・フィストゥラーリ（ ウクライナ、指揮者、*1907年）
- 8月30日 - 菅沼五十一（静岡県、詩人・小説家・作詞家、*1910年代]）
- 9月2日 - ヴァーツラフ・ノイマン（ チェコ、指揮者、*1920年）
- 9月7日 - 武中はじめ（宮崎県、歌手・タレント、*1932年）
- 9月8日 - エーリッヒ・クンツ（ オーストリア、オペラ歌手、*1909年）
- 9月10日 - 鈴木章治（神奈川県、ジャズクラリネット奏者、*1932年）
- 9月25日 - 富山敬（ 満洲国、声優・俳優・歌手、*1938年）
- 9月29日 - シーガー・エリス（ アメリカ合衆国、ピアニスト・歌手、*1904年）
- 9月29日 - 林伊佐緒（山口県、歌手・作曲家、*1912年）
- 10月5日 - リリアン・フックス（ アメリカ合衆国、ヴィオラ奏者、*1902年）
- 10月12日 - ピエール・ドゥーカン（ フランス、ヴァイオリニスト、*1927年）
- 10月13日 - 塚谷晃弘（東京府、経済学者・作曲家、*1919年）
- 10月19日 - ドン・チェリー（ アメリカ合衆国、ジャズミュージシャン、*1936年）
- 10月20日 - 伊藤海彦（東京都、詩人・作詞家、*1925年）
- 10月21日 - マクシーン（ アメリカ合衆国、歌手、アンドリューズ・シスターズ、*1916年）
- 10月22日 - ボーゴ・レスコヴィチ（ オーストリア、指揮者、*1909年）
- 10月30日 - ハイマン・ブレス（ 南アフリカ共和国、ヴァイオリニスト、*1931年）
- 10月30日 - ブライアン・イースデイル（ イギリス、作曲家、*1909年）
- 10月31日 - アラン・ブッシュ（ イギリス、ピアニスト、*1900年）
- 11月1日 - エリカ・モリーニ（ オーストリア、ヴァイオリニスト、*1904年）
- 11月3日 - 尹伊桑（ 韓国、作曲家、*1917年）
- 11月9日 - アレッサンドロ・チコニーニ（ イタリア、作曲家、*1906年）
- 11月9日 - ロバート・O・クック（ アメリカ合衆国、音響監督、*1903年）
- 11月21日 - ピーター・グラント（ イギリス、レッド・ツェッペリンのマネージャー、*1935年）
- 11月27日 - 高森玄（宮城県、俳優・歌手、*1941年）
- 11月30日 - ニクラウス・エッシュバッハー（ スイス、指揮者、*1917年）
- 12月1日 - フレデリック・ワルトマン（ オーストリア、指揮者、*1903年）
- 12月2日 - 山本徳源（東京府、元ワーナー・パイオニア社長、*1927年）
- 12月8日 - 丁善徳（ 中国、ピアニスト、*1927年）
- 12月22日 - 川谷拓三（高知県、俳優・歌手、*1941年）
- 12月25日 - ディーン・マーティン（ アメリカ合衆国、歌手・俳優、*1917年）
- 12月25日 - ニコラス・スロニムスキー（ ロシア帝国、指揮者・音楽評論家、*1894年）
- 12月27日 - シューラ・チェルカスキー（ ウクライナ、ピアニスト、*1911年）
- 12月29日 - ハンス・ヘンケマンス（ オランダ、ピアニスト、*1913年）
- 12月30日 - ラルフ・フラナガン（ アメリカ合衆国、ピアニスト、*1914年）
- 12月31日 - アレクシ・マチャヴァリアニ（ ジョージア、作曲家、*1913年）
- 12月31日 - エドゥアルド・エルナンデス＝モンカーダ（ メキシコ、作曲家、*1899年）

月日不明
- イェルク・バウマン（ ドイツ、チェリスト、*1940年）
- 近衛八郎（新潟県、歌手、*1913年）
- ジェームズ・ムーディー（ イギリス、ピアニスト、*1907年）
- ジョン・グディソン（ イギリス、ミュージシャン、*1943年）
- 世良明芳（島根県、バス歌手、東京マイスタージンガー、*1928年）
- 春山一夫（東京都、歌手、*1912年）